# 手水舍
手水舍是位於神社，寺廟的參道或社殿旁，設有淨手池讓參拜者洗手和漱口的建築物。大部分的手水舍是沒有牆壁的亭子，四根柱子稍微向手水舍中心傾斜，並於中心安置水盤。水盤多以石材製成，亦有鐵製和木製品。在水盤裡會放置杓子並注滿清水，參拜者首先用杓子取一瓢水，洗完左手，右手之後，再將水倒在手裡漱口，再洗一次左手之後，以杓子中剩下的水來清洗杓子。

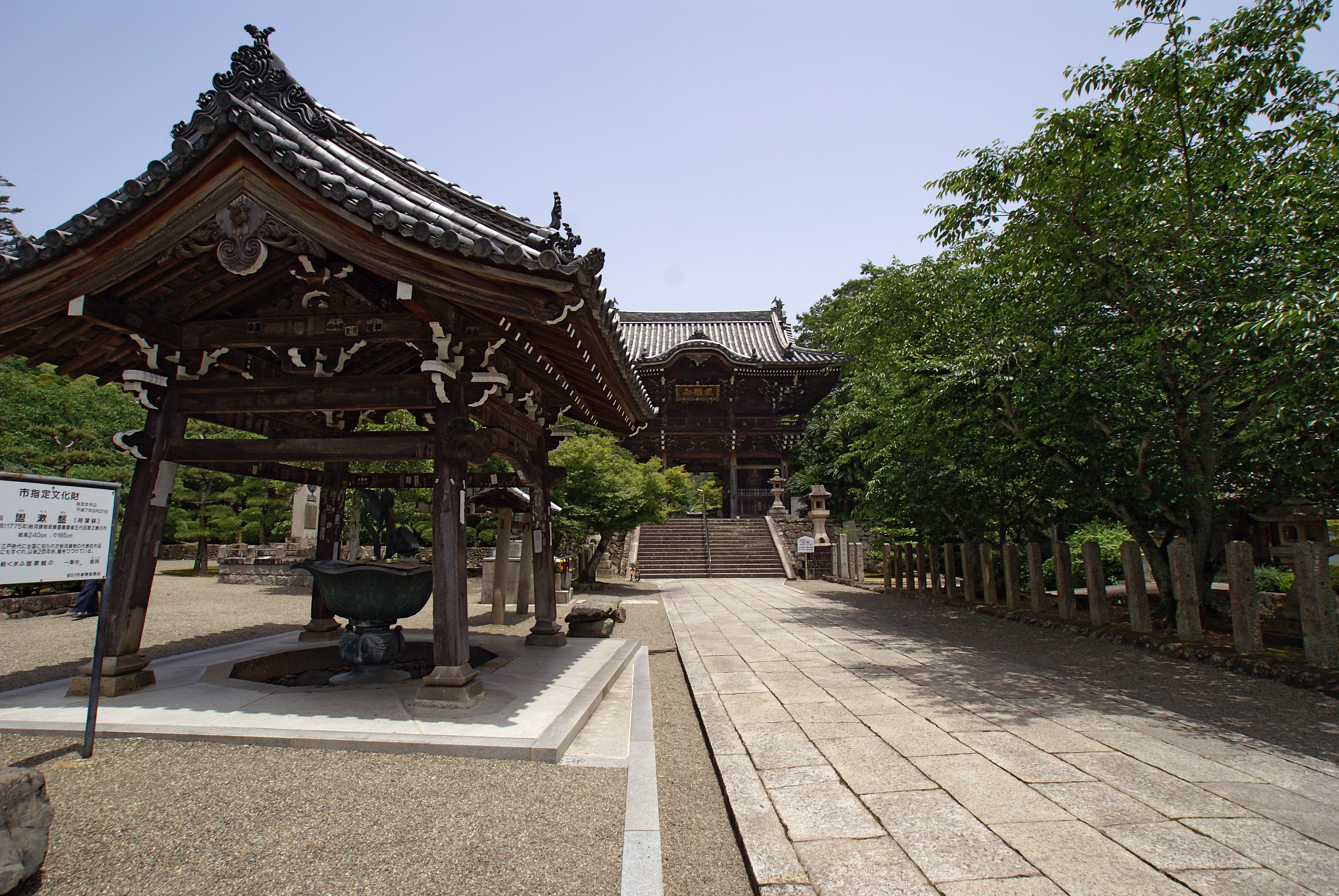
日本粉河寺手水舍
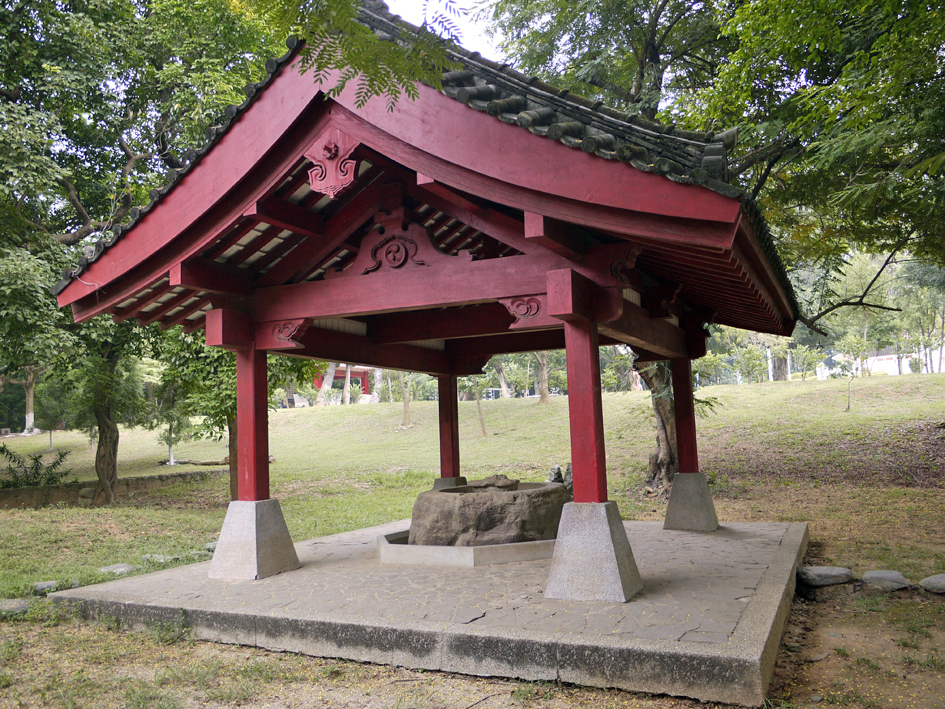
台灣嘉義神社手水舍